# جاستین لانگ
جاستین جیکوب لانگ (به انگلیسی: Justin Jacob Long) (زاده ۲ ژوئن ۱۹۷۸) بازیگر و کمدین آمریکایی است که بیشتر برای بازی در فیلم‌های جیپرز کریپرز (۲۰۰۱)، داج بال: داستان یک بازنده واقعی (۲۰۰۴)، پذیرفته (۲۰۰۶)، با تو حال نمی‌کند (۲۰۰۹)، مرا به دوزخ بکشان (۲۰۰۹)، دنباله‌دار (۲۰۱۴)، عاج‌فیل (۲۰۱۴) و صداپیشگی در سری فیلم‌های آلوین و سمورچه‌ها شناخته می‌شود.

## زندگی‌نامه

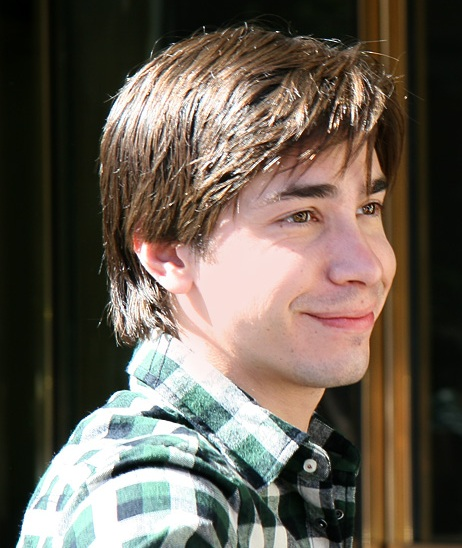
لانگ در جشنواره بین‌المللی فیلم تورنتو، سال ۲۰۰۷

لانگ در کنتیکت، آمریکا در یک خانواده کاتولیک زاده شد. مادر او لندی لسنیاک، یک بازیگر بوده‌است. پدر او نیز استاد برجسته فلسفه و زبان لاتین در دانشگاه فیرفیلد است.
او همچنین دارای دو برادر است. برادر بزرگتر به نام دامین به عنوان بازیگر و کارگردان تئاتر شناخته می‌شود.

## فیلم‌شناسی

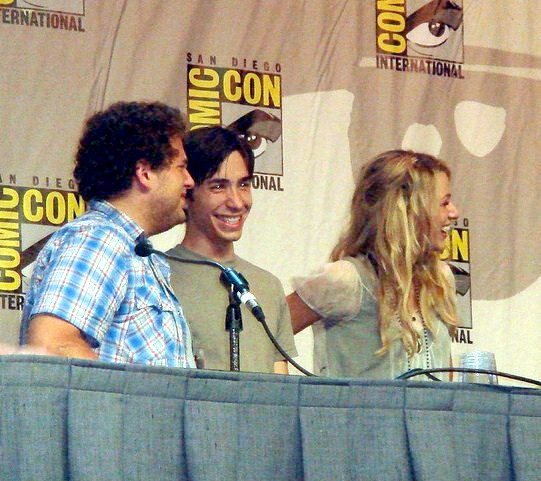
از چپ به راست: جونا هیل، لانگ و بلیک لایولی در کامیک-کان سن دیگو ۲۰۰۶

### سینما
| سال  | عنوان                                | نقش         | یادداشت                                |
| ---- | ------------------------------------ | ----------- | -------------------------------------- |
| ۱۹۹۹ | ماجراجویی کهکشانی                    | براندون     | نامزد – جایزه ساترن بهترین بازیگر جوان |
| ۲۰۰۱ | جیپرز کریپرز                         | دری جنر     | نامزد – جایزه ساترن بهترین بازیگر جوان |
| ۲۰۰۱ | چادرنشینان شاد                       |             |                                        |
| ۲۰۰۲ | چهارراه                              | هنری        |                                        |
| ۲۰۰۳ | جیپرز کریپرز ۲                       | دری جنر     | تک‌جلوه                                 |
| ۲۰۰۴ | داج بال: داستان یک بازنده واقعی      | جاستین ردمن |                                        |
| ۲۰۰۵ | هربی پرواز می‌کند                     | کوین        |                                        |
| ۲۰۰۵ | انتظار…                              | دین ساندرز  |                                        |
| ۲۰۰۶ | جدایی                                | کریستوفر    |                                        |
| ۲۰۰۶ | پذیرفته                              | بارتلبی     |                                        |
| ۲۰۰۶ | سرزمین رؤیایی                        |             |                                        |
| ۲۰۰۶ | ایدیوکراسی                           | دکتر        |                                        |
| ۲۰۰۷ | آزادانه زندگی کن یا بمیر             | مت فرل      |                                        |
| ۲۰۰۷ | نبرد برای ترا                        | سن          | صدا                                    |
| ۲۰۰۷ | آلوین و سمورچه‌ها                     | آلوین       | صدا                                    |
| ۲۰۰۸ | پاین‌اپل اکسپرس                       | جاستین      |                                        |
| ۲۰۰۹ | با تو حال نمی‌کند                     | الکس        |                                        |
| ۲۰۰۹ | گرفتن شانس                           |             |                                        |
| ۲۰۰۹ | مهتاب جدی                            | تاد         |                                        |
| ۲۰۰۹ | مرا به دوزخ بکشان                    | کلای        |                                        |
| ۲۰۰۹ | سیاره ۵۱                             | لم          | صدا                                    |
| ۲۰۰۹ | پس از زندگی                          | پاول        |                                        |
| ۲۰۰۹ | آلوین و سمورچه‌ها: اسکوئیکل           | آلوین       | صدا                                    |
| ۲۰۱۰ | فاصله گرفتن                          | گرت         |                                        |
| ۲۰۱۰ | آلفا و امگا                          | هامفری      | صدا                                    |
| ۲۰۱۰ | توطئه‌گر                              | نیکولاس     |                                        |
| ۲۰۱۱ | ۱۰ سال                               | مارتی       |                                        |
| ۲۰۱۱ | آلوین و سمورچه‌ها ۳                   | آلوین       | صدا                                    |
| ۲۰۱۲ | واسه داشتن یه زمان خوش، تماس بگیرید… | جس          |                                        |
| ۲۰۱۳ | فیلم ۴۳                              | رابین       |                                        |
| ۲۰۱۳ | یک مورد از شما                       | سم          | همچنین تهیه‌کننده و نویسنده             |
| ۲۰۱۴ | همه چیز از من بپرس                   | دن گالو     |                                        |
| ۲۰۱۴ | ورونیکا مارس                         | دانکن       |                                        |
| ۲۰۱۴ | دنباله‌دار                            | دل          | همچنین تهیه‌کننده اجرایی                |
| ۲۰۱۴ | عاج فیل                              | والاس       |                                        |
| ۲۰۱۵ | آلوین و سمورچه‌ها: جاده چیپ           | آلوین       | صدا                                    |
| ۲۰۱۶ | اسطوخودوس                            |             |                                        |
| ۲۰۱۶ | فرانک و لولا                         | کیث         |                                        |
| ۲۰۱۹ | ریبوت جی و باب ساکت                  | براندون     |                                        |
| ۲۰۲۲ | خانه تاریکی                          |             |                                        |

### تلویزیون
| سال             | عنوان            | نقش          | یادداشت |
| --------------- | ---------------- | ------------ | ------- |
| ۲۰۰۶–۲۰۰۷       | پادشاه‌ تپه       | صداهای مختلف |         |
| ۲۰۰۹            | پخش زنده شنبه شب | متیو مک‌کانهی |         |
| ۲۰۱۱–۲۰۱۲، ۲۰۱۵ | دخترجدید         | پاول         |         |
| ۲۰۱۳            | مام              | آدام         |         |
| ۲۰۱۵–اکنون      | خ مثل خانواده    | کوین         | صدا     |